# Banda gástrica ajustável

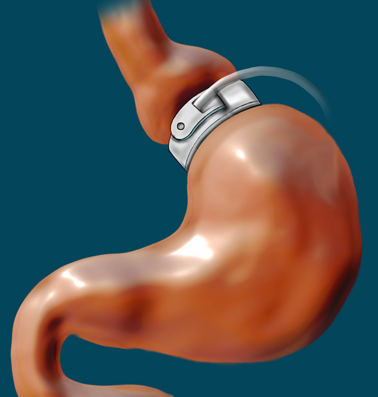
Banda gástrica ajustável.

Uma banda gástrica ajustável é um dispositivo insuflável de silicone em forma de anel que implantado em torno da parte superior do estômago e que se destina ao tratamento da obesidade. O dispositivo divide o estômago em duas câmaras e reduz a quantidade de alimentos ingeridos através da obstrução direta à ingestão de sólidos e à indução de uma digestão lenta, o que permite que a sensação de saciedade seja atingida quando a quantidade de alimentos ingerida ainda é pequena. Sob a pele é colocado um dispositivo de ajustamento, facilmente acessível em consultas de ambulatório.
A cirurgia para implantação de uma banda gástrica é uma entre várias modalidades de cirurgia bariátrica, destinada a pacientes obesos com índice de massa corporal (IMC) igual ou superior a 40, ou entre 35 e 40 no caso de pacientes com outras comorbidades que possam ser melhoradas com a perda de peso: apneia do sono, diabetes, osteoartrite, hipertensão ou síndrome metabólico. Entre os pacientes com banda gástrica ajustável, cerca de 30% conseguem atingir o peso pretendido, enquanto que 80% perdem pelo menos algum peso.